# Maciej Szpunar
Maciej Aleksander Szpunar (ur. 24 maja 1971 w Krakowie) – polski prawnik i nauczyciel akademicki, adwokat, profesor nauk społecznych, profesor Uniwersytetu Śląskiego w Katowicach, w latach 2008–2009 podsekretarz stanu w Urzędzie Komitetu Integracji Europejskiej, w latach 2010–2013 podsekretarz stanu w Ministerstwie Spraw Zagranicznych, rzecznik generalny Trybunału Sprawiedliwości.

## Życiorys
Wychował się w Katowicach. W 1990 zdał maturę w tamtejszym IV Liceum Ogólnokształcącym. Absolwent Wydziału Prawa i Administracji Uniwersytetu Śląskiego (1995). Odbył studia podyplomowe w Kolegium Europejskim w Brugii (LL.M., 1996). W 2000 na podstawie napisanej pod kierunkiem Maksymiliana Pazdana dysertacji Promocja towarów w świetle artykułu 28 traktatu ustanawiającego Wspólnotę Europejską uzyskał stopień doktora, a w 2009 habilitował się w oparciu o dorobek naukowy oraz rozprawę zatytułowaną Odpowiedzialność podmiotu prywatnego z tytułu naruszenia prawa wspólnotowego. W 2023 otrzymał tytuł profesora nauk społecznych.
W 1995 został pracownikiem naukowym w Katedrze Prawa Cywilnego i Prawa Prywatnego Międzynarodowego na UŚ, następnie przeszedł do Instytutu Nauk Prawnych na tej uczelni. Na macierzystym uniwersytecie doszedł do stanowiska profesora. Od 2013 na urlopie bezpłatnym. W 2001 uzyskał uprawnienia adwokata, przez kilka lat praktykował w tym zawodzie. Był też sekretarzem jednego z zespołów w Komisji Kodyfikacyjnej Prawa Cywilnego. W pracy naukowej specjalizuje się w prawie europejskim i prawie prywatnym międzynarodowym. Został członkiem komitetów redakcyjnych „Problemów Prawa Prywatnego Międzynarodowego”, „Europejskiego Przeglądu Sądowego” i „Nowej Europy – Przeglądu Natolińskiego”. Członek Komisji Prawniczej Polskiej Akademii Umiejętności.
W grudniu 2008 objął stanowisko podsekretarza stanu w Urzędzie Komitetu Integracji Europejskiej. Po włączeniu urzędu w struktury Ministerstwa Spraw Zagranicznych 1 stycznia 2010 powołany na podsekretarza stanu w tym resorcie. W kwietniu 2013 odwołano go z tego stanowiska. Decyzją przedstawicieli rządów państw członkowskich z 16 października 2013 został mianowany rzecznikiem generalnym Trybunału Sprawiedliwości. W październiku 2018 został wybrany na trzyletnią kadencję na stanowisko pierwszego rzecznika generalnego, odpowiedzialnego m.in. za organizację pracy pozostałych rzeczników generalnych. We wrześniu 2020 na zgromadzeniu ogólnym Trybunał Sprawiedliwości UE wyznaczył Macieja Szpunara na stanowisko pierwszego rzecznika generalnego na okres od października 2020 do października 2021. We wrześniu 2021 powołany na tę funkcję na kolejną trzyletnią kadencję.

## Odznaczenia
W 2013, za wybitne zasługi w służbie zagranicznej, za osiągnięcia w podejmowanej z pożytkiem dla kraju pracy zawodowej i działalności dyplomatycznej, został odznaczony Krzyżem Oficerskim Orderu Odrodzenia Polski.

## Wybrane publikacje
- Członkostwo Polski w Unii Europejskiej a polski system prawny, PSPE, Warszawa 2003.
- Odpowiedzialność podmiotu prywatnego z tytułu naruszenia prawa wspólnotowego, Wolters Kluwer Polska, Warszawa 2008.
- Postępowanie przed Trybunałem Sprawiedliwości i Sądem Pierwszej Instancji Wspólnot Europejskich (współautor), Wolters Kluwer Polska, Warszawa 2007.
- Prawo europejskie (współautor), C.H. Beck, Warszawa 2002.
- Prawo Unii Europejskiej. Testy, kazusy, tablice (współautor), C.H. Beck, Warszawa 2004.
- Rozprawy z prawa prywatnego. Księga jubileuszowa dedykowana Profesorowi Wojciechowi Popiołkowi (red. nauk. wspólnie z Ewą Rott-Pietrzyk i Moniką Jagielską), Wolters Kluwer, Warszawa 2017, ISBN 978-83-8107-747-7.